# Ján Mato
Ján Mato, poručík in memoriam (2. dubna 1963 – 2. srpna 2002) byl příslušník Policie České republiky, sloužil na Oddělení metro, spadajícím pod Odbor služby pořádkové policie, KŘP hl. m. Prahy. Figuroval v případu orlických vrahů.

## Osudný zásah
Praporčík Mato se v pátek 2. srpna 2002, krátce před 18. hodinou, jako první, spolu se svojí kolegyní, vyskytl na místě incidentu v metru, ve stanici Muzeum na lince C, kde pachatel do kolejiště vhazoval neznámou výbušninu a později těžce zranil 74letého důchodce, který ho za to napomínal. Ján Mato se davem lidí, jenž v panice mířil k východu, prodral spolu se svou kolegyní až k pachateli. Než však stačil z pouzdra vyndat služební zbraň, pachatel (devětačtyřicetiletý Alexandr Kručinin z Moskvy) na něj zaútočil nožem připevněným na metrové dřevěné tyči.
Mato utrpěl těžká bodná poranění v oblasti hrudníku, když ho pachatel zasáhl přímo do srdce), a následkům zranění na místě podlehl. Jeho kolegyně ve chvíli, kdy Kručinin na policistu útočil, použila proti pachateli donucovacího prostředku tonfy. Z o několik let později uveřejněných skutečností vyplývá,[zdroj?] že kromě praporčíka Mata mohla při zásahu přijít o život i jeho kolegyně. Kručinin na ni totiž po útoku nožem na Mata namířil podomácku vyrobenou střelnou zbraní, ve které mu ale selhal náboj. Takovýchto zbraní měl u sebe útočník několik.

### Alexandr Kručinin
Pachatelem činu byl 49letý Alexandr Kručinin z Moskvy. V České republice legálně pobýval od roku 1996 a pracoval zde jako stavební dělník. V roce 2001 spáchala jeho manželka žijící v Moskvě sebevraždu. V březnu 2002 mu byl legální pobyt na území České republiky ukončen a od té doby pobýval v Praze nelegálně. Ve své výpovědi uvedl, že vraždil proto, „že se mu zhroutil svět“. Dne 29. srpna 2002, 27 dní po zabití Jána Mata, v dopoledních hodinách Kručinin spáchal ve vazební cele sebevraždu oběšením.

## Ocenění in memoriam
Tehdejší ministr vnitra Stanislav Gross ocenil osobní a občanskou odvahu studenta Jaroslava Českého (24), který se podílel na zadržení Alexandra Kručinina na místě činu, a osobně mu předal dar v hodnotě 5.000 Kč a plaketu policie. Totožnou poctu udělil i Milanovi Vítkovi (74 let), který Kručinina napomínal a za to byl pobodán. Rodiče svobodného a bezdětného poručíka in memoriam Jána Mata obdrželi od ministerstva vnitra odškodné ve výši 100.000, - Kč.